# Útok kamionem na vánočních trzích v Berlíně
Dne 19. prosince 2016 došlo k útoku kamionem na vánoční trhy v Berlíně. Teroristický útok se udál na berlínském náměstí Breitscheidplatz, kde se v té době konaly tradiční adventní trhy. Útočník najel s kamionem naloženým ocelí do davu lidí. K útoku se druhý den přihlásila teroristická organizace Islámský stát. Zahynulo 12 osob, mezi nimi i jedna Češka, dalších 48 bylo zraněno, z toho 30 vážně.

## Průběh útoku

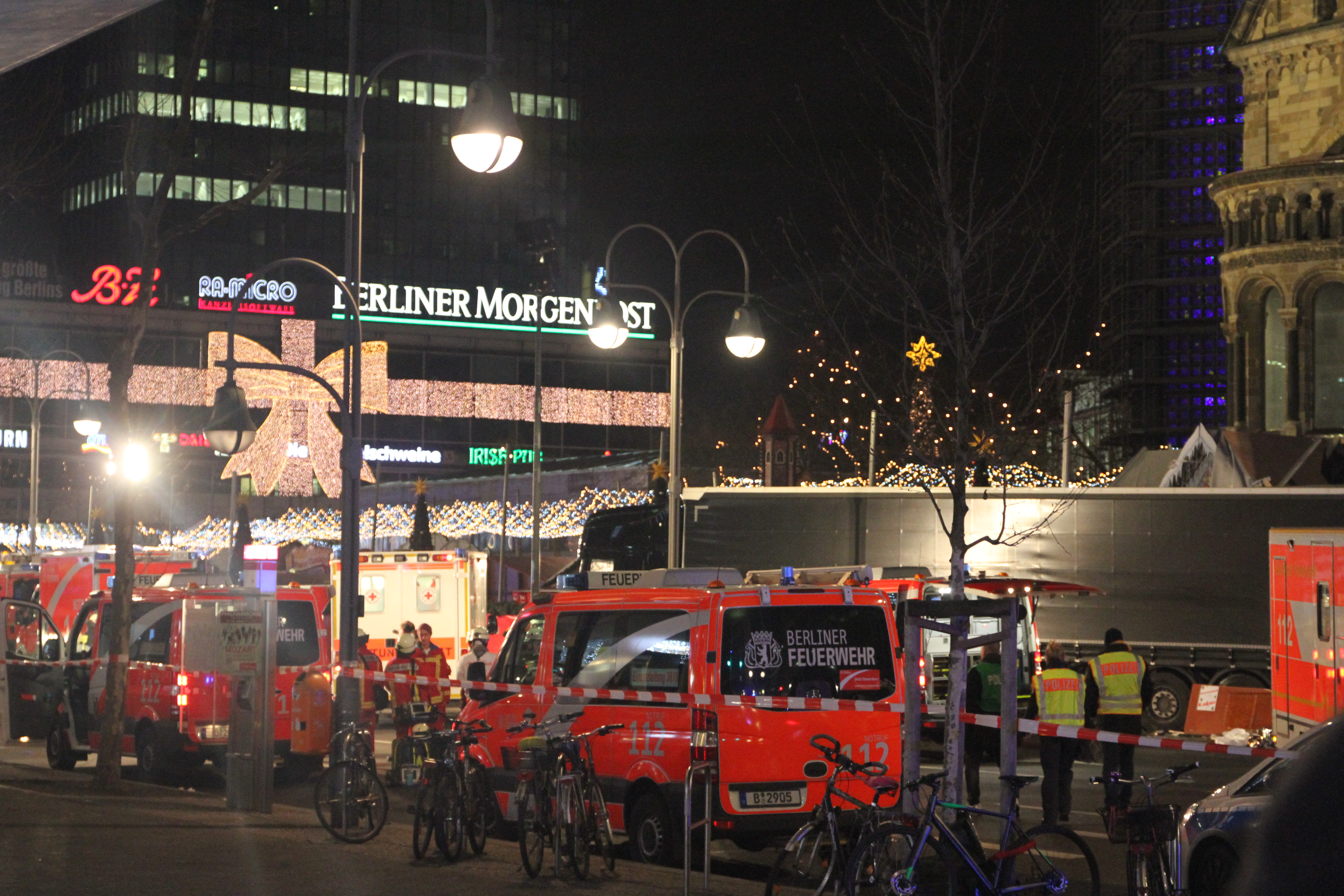
Zasahující záchranáři, 19. prosince 2016

Útok se odehrál nedaleko obchodního domu Kaufhaus des Westens (KaDeWe) na náměstí Breitscheidplatz u Pamětního kostela císaře Viléma ve čtvrti Charlottenburg. Pachatel nejprve náměstí s trhy objel dokola a následně ve 20.02 hodin středoevropského času zaútočil. Kamion s návěsem přijel od západu z Kantovy ulice, přes chodník vjel vysokou rychlostí do prostoru vánočních trhů na náměstí plné lidí a davem projel asi 50 až 80 metrů, než se zastavil na kraji Budapešťské ulice. Během útoku neměl podle informací deníku Die Welt zapnutá světla. Naložen byl 25 tunami ocelových součástek a konstrukcí. Srazil několik stánků a mnoho lidí, zastavil těsně před vánočním stromem. Zastavení kamionu způsobily automatické brzdy, které fungují při silném nárazu. Zprvu bylo ohlášeno devět mrtvých lidí a asi 50 zraněných. Na náměstí vypukla bezprostředně po události panika.
Svědkové později vypověděli, že se ozvala velká, blíže nespecifikovaná rána a následoval křik lidí, zhasínala světla, padaly prodejní stánky a na zemi zůstávali mrtví a ranění. Řidič kamionu se zjevně nesnažil brzdit a zůstala za ním „naprostá zkáza“. Ranění se drželi za hlavu nebo leželi ve stabilizované poloze. Všude bylo sklo a dřevo a mezi tím ležela i mrtvá těla. Návštěvníci, kteří byli po útoku v pořádku, se snažili pomáhat raněným.
První tísňové volání obdržela policie ve 20.04. Na místě rozmístila ozbrojené hlídky a uzavřela ho páskami. Ihned se sem sjely sanitky, zdravotníci ošetřovali zraněné a odváželi je do okolních nemocnic. Pomáhali i hasiči. Klinika Charité vyhlásila nouzový stav, aby uvolnila své lékaře pro vyslání k neštěstí. Policie vyzvala občany, aby zůstali doma.
Během noci stoupl počet obětí na 12. Druhý den oznámil nejvyšší státní zástupce Peter Frank, že bylo 30 lidí zraněno těžce, z toho 15 zůstává v ohrožení života.

## Oběti
Šéf Spolkového kriminálního úřadu Holger Münch 20. prosince uvedl, že bylo dosud identifikováno šest obětí, všichni Němci. Sedmou dosud identifikovanou obětí byl polský řidič kamionu, sedmatřicetiletý Łukasz Urban, který o něj byl oloupen a během toho zemřel. 22. prosince policie potvrdila, že mezi oběťmi je turistka z Izraele, a italský premiér Paolo Gentiloni informoval, že zemřela také žena z Itálie žijící dlouhodobě v Berlíně.
V noci ze čtvrtka 22. na pátek 23. prosince potvrdilo české ministerstvo zahraničí, že mezi oběťmi byla Češka žijící a pracující v Německu jménem Naďa Čižmár. Podle ministra Lubomíra Zaorálka byla první českou obětí teroristických útoků na území Evropské unie, dle České televize třetí českou obětí teroristů vůbec – po útoku v Egyptě roku 2005 a útoku v Pákistánu 2008.
Dne 23. prosince už byly identifikovány všechny oběti. Celkem šlo o 6 žen a 6 mužů. Vedle Poláka, Izraelky, Italky a Češky byli ostatní němečtí občané. Mezi zraněnými byli kromě Němců také občané Izraele, Španělska, Británie, Maďarska, Finska a Libanonu.

### Odškodnění
Obětem a pozůstalým atentátu by podle německé legislativy neměla připadnout žádná kompenzace, protože vylučuje odškodnění v případě útoku motorovým vozidlem. Ministryně práce a sociálních věcí Německa Andrea Nahlesová ale prohlásila, že se hodlá zasadit o nápravu a odškodné obětem zajistit.

## Vyšetřování

### Prvotní vyšetřování

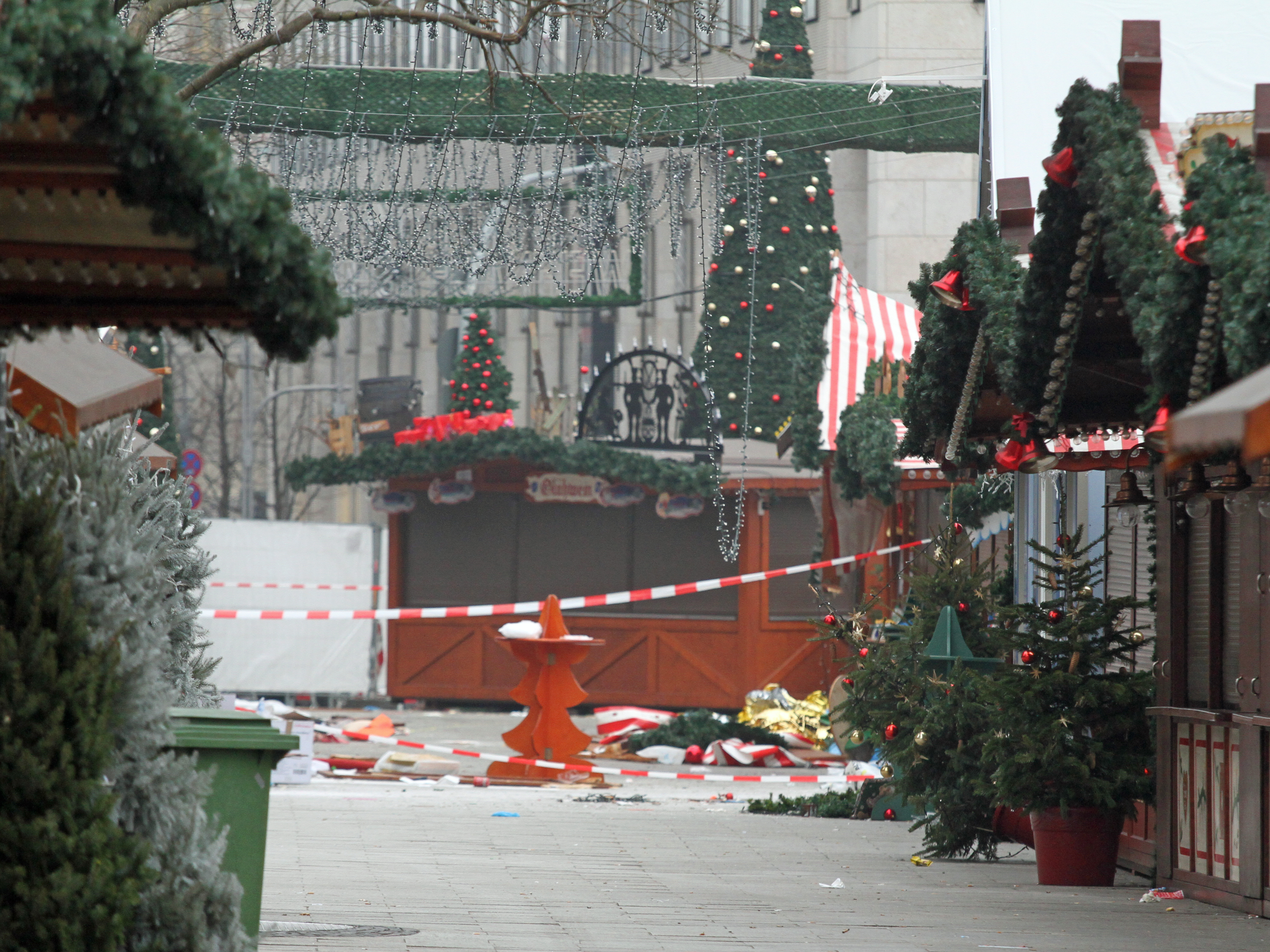
Zničené prostranství trhů, 20. prosince 2016

Pozadí události bylo zpočátku nejasné a nevědělo se, zda šlo o útok či o nehodu. O možnosti útoků na vánoční trhy v Evropě nedávno předtím varovalo americké ministerstvo zahraničí a podle německého listu Die Welt měla informace o nebezpečí útoku na vánoční trh v Berlíně několik dní také německá policie. Událost svým provedením připomněla také teroristický útok ve francouzském Nice z července 2016, kdy útočník nákladním automobilem zabil 84 lidí a dalších asi 300 zranil.
Bezprostředně po incidentu jeden z mužů z vozu utekl. Berlínská policie o něco později informovala, že asi dva kilometry od místa události, v parku Tiergarten u Vítězného sloupu, zatkla podezřelého muže. Stalo se tak díky svědkovi, který viděl vyskočit muže z kamionu, sledoval ho a telefonicky naváděl přes nouzovou linku policii. Po chvíli ale pronásledovaného ztratil a dal policistům jen jeho zevrubný popis.
Černý kamion Scania měl gdaňskou poznávací značku, jeho návěs štětínskou. Brzy bylo zjištěno, že patřil polské přepravní společnosti Ariela Żurawského. V kabině byl nalezen mrtvý muž a zpočátku se mělo za to, že jde o spolujezdce, který zemřel při srážce. Pozdě v noci ale přišly zprávy, že šlo o zastřeleného Poláka, a policie pak potvrdila jeho národnost. Podle Żurawského měl kamion od pondělního odpoledne až do úterní osmé hodiny čekat na vykládku. Majitel společnosti se za řidiče zaručil s tím, že je to jeho bratranec, kterého zaměstnával 15 let. Měl podezření, že kamion i s řidičem byl unesen. Řidiče se přitom nedařilo do pozdního večera kontaktovat, naposledy s ním mluvila ve 3 hodiny odpoledne jeho žena a ve 4 už se mu nedovolala.
Vyšetřování převzal ještě večer nejvyšší státní zástupce Peter Frank.

### Rozkrývání identity podezřelého
Vyšetřovatelé v průběhu večera uváděli, že ještě nemají jasno, zda šlo o útok nebo o nehodu. Druhý den ráno policie na Twitteru uvedla, že předpokládá, že útok byl úmyslný. Muž podezřelý z útoku, kterého v noci policie zatkla, byl hlášen ve středisku pro uprchlíky v hangáru na bývalém letišti Tempelhof. Kolem 4. hodiny ranní tam policie provedla razii a podle listu Der Tagesspiegel vyslechla čtyři Afghánce. Nikoho přitom nezatkla. V tu dobu nebylo potvrzené, ani že tam podezřelý skutečně žil, ani jestli byl v kontaktu se čtyřmi vyslýchanými Afghánci. Nejvyšší státní zástupce ale popřel, že by měla razie souvislost s případem.

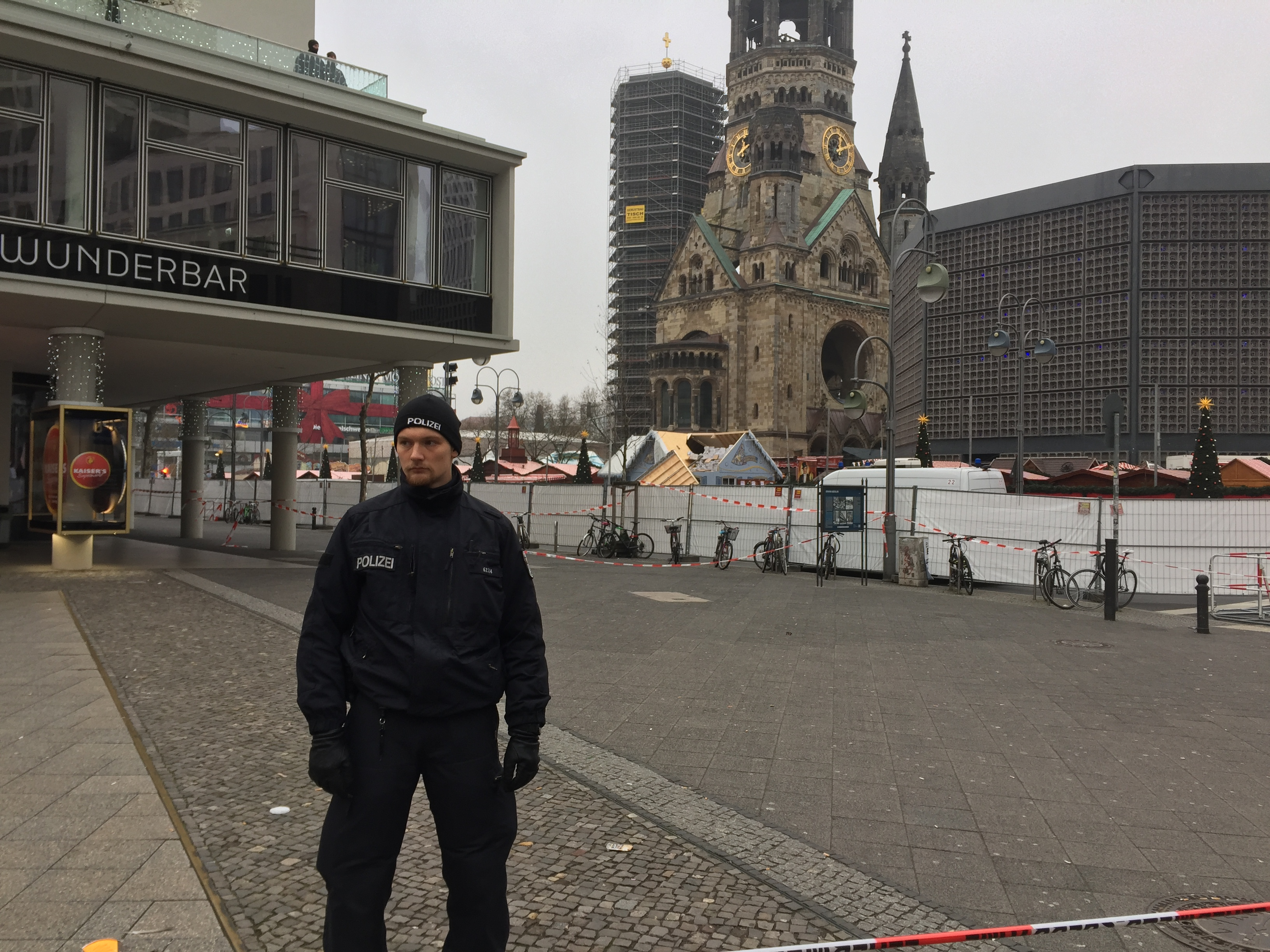
Uzavřené místo činu, 20. prosince 2016

Podle listu Die Welt mělo jít o 23letého Pákistánce. Do Německa přišel jako uprchlík balkánskou cestou přes hraniční přechod v Bavorsku v polovině února 2016 a registrován byl v Pasově. Podle deníku se zatím nedaří určit jeho pravou identitu, jelikož je často měnil. Jiné listy uvedly, že vyšetřovatelé už podezřelého znají z dřívějška kvůli menším kriminálním deliktům. Kancléřka Angela Merkelová později označila možnost, že kamion řídil uprchlík, jemuž Německo poskytlo ochranu, za zvláště odpornou, a slíbila, že incident bude vyšetřen a pachatel potrestán tak tvrdě, jak jen to zákony dovolí. Obviněný svoji vinu opakovaně popíral.
Nejvyšší státní zástupce Peter Frank rozhodl o tom, že případ bude vyšetřovat Spolkový kriminální úřad. Zástupcem dopravce byly zanalyzovány údaje z GPS z kamionu a bylo zjištěno, že v době, kdy už firma neměla kontakt s řidičem, někdo vůz startoval. Poprvé auto nastartovalo v 15.44 a po chvíli motor zhasl. Další nastartování proběhlo v 16.52 a motor zhasl v 17.37. Kamion přitom nikam nejel. Naposledy byl kamion nastartován v 19.40, dal se do pohybu a zamířil na vánoční trh. Podle majitele firmy po cestě několikrát přejel dvojitou čáru a několikrát se dostal do složité situace. Celé toto chování podle něj vypadá, jako by se někdo učil kamion ovládat.

### Falešná stopa
Deník Die Welt v průběhu 20. prosince citoval vysoce postavený policejní zdroj, který uvedl, že policie „[má] nesprávného muže“, zatímco skutečný útočník se ještě ozbrojený volně pohybuje. Téhož dne večer byl podezřelý pákistánský imigrant Navíd B. pro nedostatek důkazů propuštěn z vazby. Policie na jeho těle nenašla stopy střelného prachu ani krve polského zastřeleného řidiče. Útočník tak zatím zůstává stále na útěku a policie prověřuje další tipy a intenzivně po pachatelích pátrá. Úřady v té době už neměly pochyb, že šlo o úmyslný útok, neznaly ale jeho motivy.
Majitel společnosti vlastnící kamion ten den podle policejních fotografií identifikoval svého bratrance, sedmatřicetiletého Łukasze Urbana. Uvedl k tomu, že ho policie informovala, že měl na těle bodné a střelné rány. Na fotografii prý bylo vidět, že řidič bojoval o život do poslední chvíle. Tvář měl napuchlou a zkrvavenou. To samé potvrdil kolega zastřeleného řidiče Łukasz Wąsik, který nevěřil, že by v případě přepadení vydal vůz, aniž by ho bránil do poslední chvíle. Policie oficiálně uvedla, že řidič byl zastřelen, a podle informací týdeníku Spiegel ho zabila jediná rána do hlavy malého kalibru. Podle výsledků pitvy, které byly k dispozici následující den, se v kabině skutečně pravděpodobně zápasilo a polský řidič byl zastřelen. Střelná zbraň, kterou byl zavražděn, dosud nebyla nalezena.

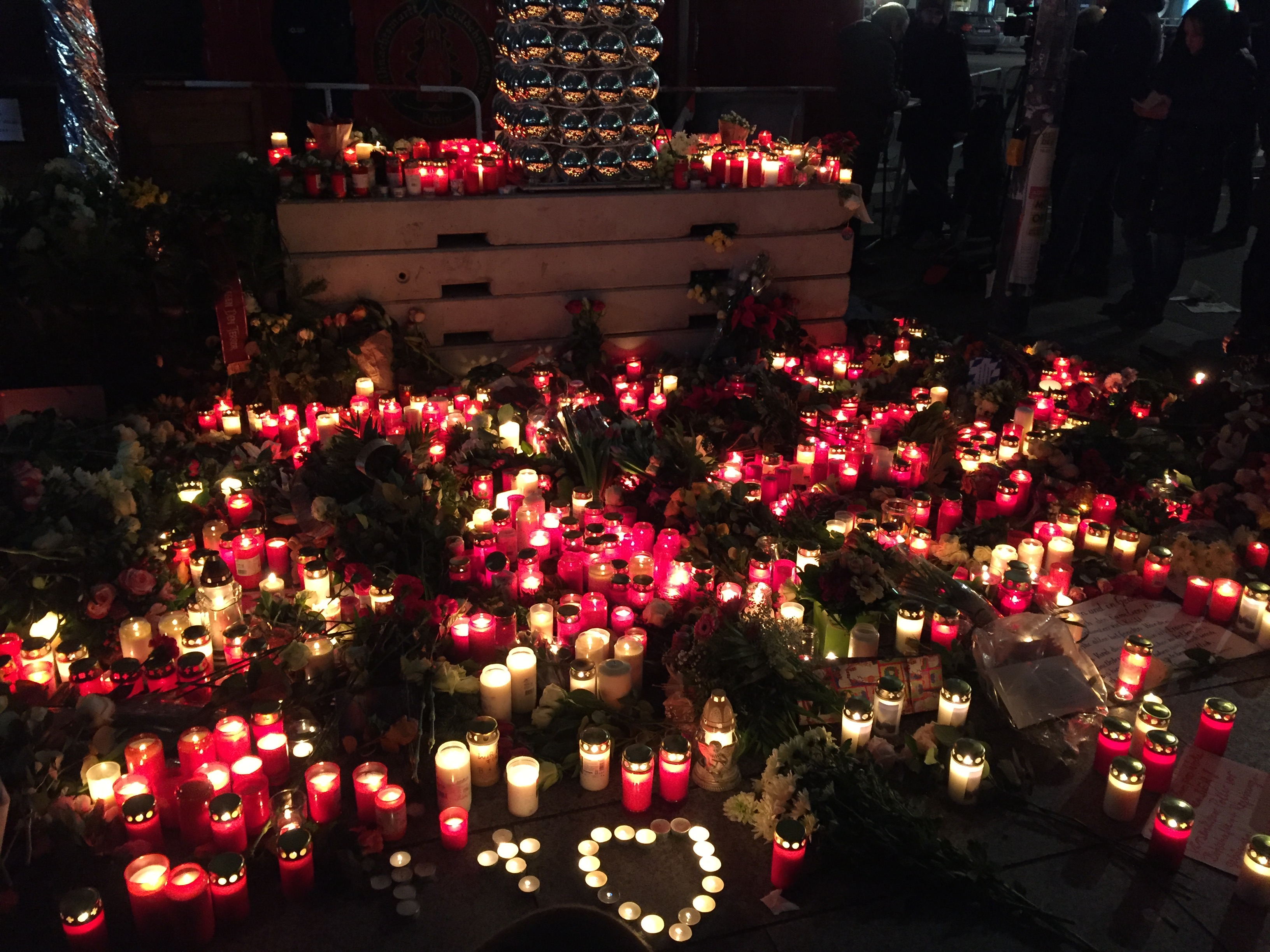
Jedno z míst u místa neštěstí, kde lidé kladli květiny a svíčky obětem, večer 20. prosince 2016

Řidič vezl z Turína do Berlína 25 tun ocelových konstrukcí a na místo přijel v předstihu, 19. prosince v 7.00. V cíli určení, v ocelářské společnosti ThyssenKrupp, mu bylo sděleno, že musí počkat s vykládkou do úterního rána. Se šéfem pak mluvil kolem poledne a se svojí ženou ve 3 hodiny odpoledne. Ve 4 už se mu nedovolala. Kamion tak musel být odcizen někdy po třetí hodině.
K útoku se přihlásil Islámský stát přes agenturu Amaq a úřady prověřovaly i tuto možnost. Nejvyšší státní zástupce Frank k tomu řekl, že „z cíle a formy útoku je možné usuzovat na islamistický motiv“. Berlín útok neparalyzoval a druhý den po útoku město žilo svým běžným životem. Německé úřady ale uvažovaly omezení nebo dokonce zrušení novoročních oslav.
Dva dny po útoku stále ještě byla uzavřena část náměstí a probíhalo vyšetřování.

### Nový podezřelý
V kabině kamionu byly objeveny dokumenty čtyřiadvacetiletého Tunisana na jméno Ahmad A. Vystaveny byly v Severním Porýní-Vestfálsku a umožňovaly držiteli zůstat v zemi. Doklady ale patřily muži jménem Anis Amri, narozenému 22. prosince 1992, který používal více identit a uváděl kromě tuniského občanství i egyptské nebo libanonské. Používal šest různých dokladů totožnosti.
Policie tak po něm začala dva dny po útoku pátrat po celém Německu jako po dalším možném pachateli a uvedla, že může být ozbrojený a nebezpečný. Za informace vedoucí k zatčení obviněného byla vypsána odměna až 100 tisíc eur. Podezřelý měl podle některých informací napojení na salafisty na západě Německa, konkrétně na v listopadu 2016 zatčeného salafistického duchovního abú Valá, kterého považují úřady za hlavní islamistickou osobnost v zemi. Stále nebylo jasné, jestli útok provedl pouze jeden pachatel a nebyla ani objevena střelná zbraň.

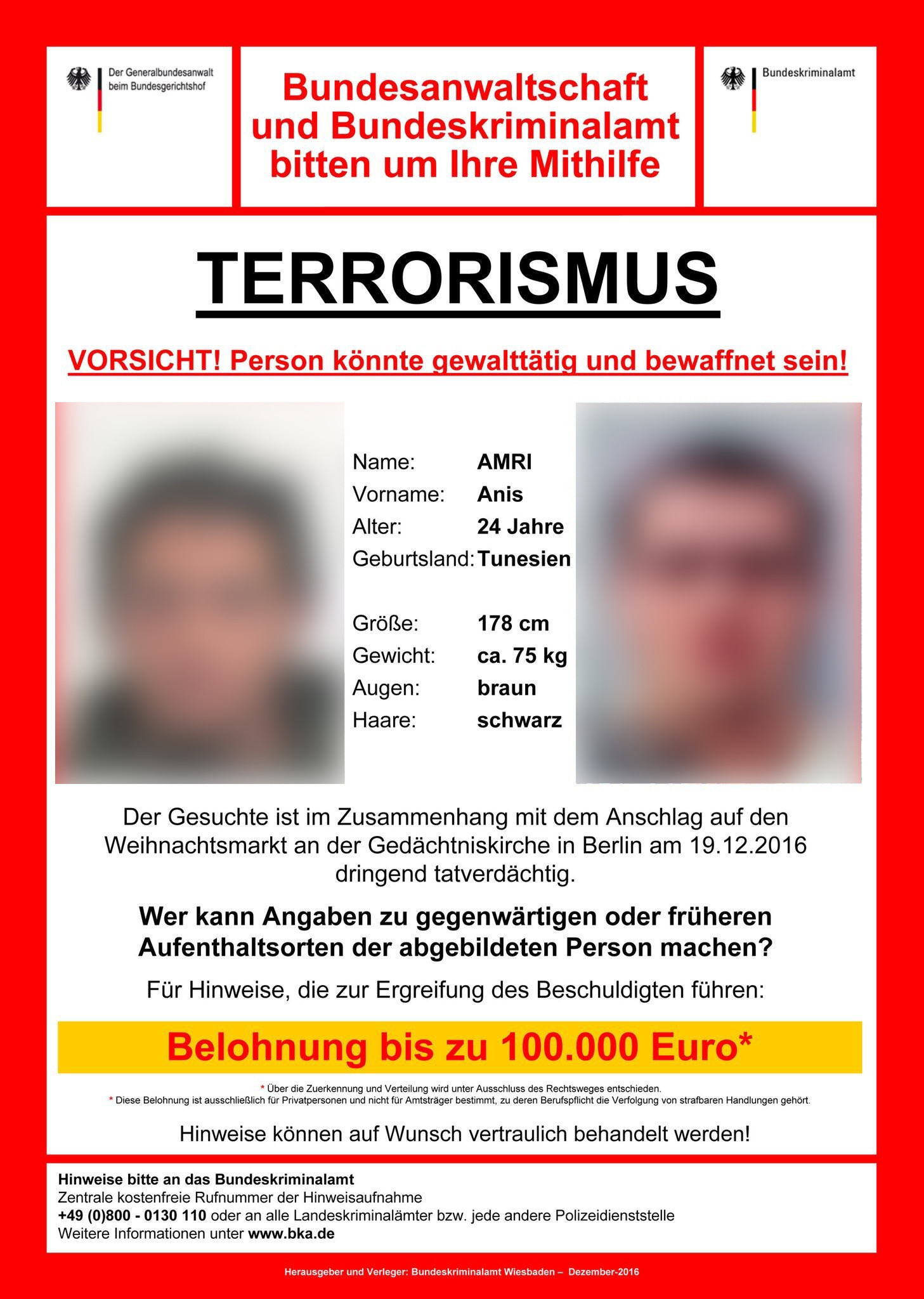
Bundeskriminalamt vyhlásil pátrání po podezřelém Anisu Amrim z Tuniska; odměna až 100 000 eur.

Podezřelý se narodil 22. prosince 1992 v městečku Tataouine, oblast v okolí městečka je přitom salafistickou baštou a je chudá a zanedbaná. V patnácti letech opustil školu a začal se živit příležitostnou prací. Podle rodiny nebyl nábožensky založený, nemodlil se a pil alkohol. V roce 2011, během Arabského jara a protivládních nepokojů opustil Tunisko a na Sicílii připlul v únoru 2011. Mezitím byl v Tunisku odsouzen v nepřítomnosti na pět let odnětí svobody za loupež. Aby byl umístěn v Itálii na Sicílii, lhal o svém věku a vydával se za nezletilého. V Itálii nejprve žil v centru pro nezletilé a potom se věnoval dále trestné činnosti. Za zapálení školy se společníky si odpykal tříapůlletý trest, během kterého dostával neustále napomenutí za špatné chování, šikanování spoluvězňů a vyvolávání rebelií. Kvůli tomu byl během výkonu trestu několikrát přeložen do jiné káznice. Celkem jich na Sicílii prošel šest. Během věznění se radikalizoval. V roce 2015 měl být deportován zpět do Tuniska a byl umístěn do deportačního centra v sicilském Trapani. Tunisko ale nepotvrdilo včas jeho identitu a on tak musel být propuštěn. V červenci 2015 odjel přes Švýcarsko a jihoněmecký Freiburg do Německa a pobýval v Bádensku-Württembersku, v Berlíně a v Severním Porýní-Vestfálsku. Od února už byl převážně jen v Berlíně a v dubnu 2016 požádal o azyl, který mu byl zamítnut a čekal na vyhoštění. Umístěn byl do vydávací vazby v Ravensburgu v jižním Německu. Kvůli tomu, že neměl tuniské doklady, nepodařilo se ho vyhostit, protože Tunisko odmítlo uznat, že jde o jeho občana. Do vyřešení mu německé úřady umožnily dočasný pobyt v zemi. O jeho přijetí rozhodlo Tunisko až 17. prosince 2016, 2 dny před útokem.
Marocká tajná služba Mudīriyyat Murāqabat at-Turāb al-Waṭanī před Anisem Amrim dvakrát varovala německou Spolkovou zpravodajskou službu, a sice 19. září a opět 11. října 2016. Podle Maročanů měl Amri kontakty s Islámským státem a byl připraven spáchat teroristický útok. V Německu se setkal nejméně se dvěma přívrženci Islámského státu.
Tři dny po útoku už žádný ze zraněných při atentátu nebyl v kritickém stavu. Vánoční trh se znovu otevřel veřejnosti, ale byly kolem něj postaveny bezpečnostní betonové bariéry a trhovci se z pietních důvodů vzdali výrazných ozdob, osvětlení a veselé hudby. Na trhy dorazily stovky lidí, které hlídali policisté se samopaly.

### Zatykač a dopadení
Nejvyšší státní zastupitelství na Amriho vydalo 22. prosince, tři dny po útoku, zatykač. Německá policie prohledala ubytovnu v Emmerichu v Severním Porýní-Vestfálsku, kde dříve podezřelý bydlel. Prohledala také další lokality v Berlíně a v Dortmundu. Razie se přitom zpozdily kvůli formálním nedostatkům – jednou chybělo rozhodnutí soudu, podruhé bylo rozhodnutí neplatné kvůli gramatické chybě. Komando provedlo také razii v mešitě v berlínské čtvrti Moabit, v jejíž blízkosti údajně zaznamenala kamera pohyb Amriho jen 8 hodin po útoku (tato informace se pak ukázala jako nesprávná[zdroj⁠?!]). Mešita byla známá zpravodajským službám jako centrum islamistů především z Kavkazu a Turecka, kteří podporovali Islámský stát. Proto byly v její blízkosti nainstalovány sledovací kamery.
Bratr Amriho ho vyzval, aby se vzdal policii. Jeho otisky prstů byly nalezeny na dveřích kamionu. Policie uvedla, že má také jeho mobilní telefon a peněženku. Bylo zjištěno, že ho německé úřady několik měsíců sledovaly, protože měly podezření, že chce spáchat loupež a sehnat si tak peníze na nákup automatické zbraně. Podezření se ale nepotvrdilo, proto bylo sledování ukončeno. Vyšetřovatelé zaznamenali pouze to, že prodával drogy v berlínském parku Görlitzer Park. Podle serveru Spiegel Online ale vyšetřovatelé z odposlechů zjistili, že se dříve nabídl pro spáchání sebevražedného útoku. Tehdy však nebylo možné žádat o zadržení, protože to řekl velmi kódovaně. Deník The New York Times také uvedl, že podezřelý byl nejméně jednou v přímém kontaktu s Islámským státem a na internetu si hledal návod na výrobu výbušniny.
Rodině polského řidiče se začali hlásit lidé, kteří chtěli rodinu finančně podpořit, a byla založena veřejná sbírka. Objevila se také petice, která vyzývala německého prezidenta Joachima Gaucka, aby řidiči udělil nejvyšší německé vyznamenání, Spolkový kříž za zásluhy, který je možné in memoriam udělit pouze ve výjimečných případech. Pod petici byl za 4 dny nasbíráno přes 33 tisíc podpisů. Polská premiérka Beata Szydłová se rozhodla poskytnout vdově a synovi speciální důchod.
V pátek 23. prosince dopoledne agentura Reuters s odvoláním na italské bezpečnostní zdroje uvedla, že Anis Amri byl ve tři hodiny v noci zastřelen během bezpečnostní kontroly nedaleko severoitalského Milána. Podle listu La Repubblica se tak stalo ve městě Sesto San Giovanni, kam přijel o dvě hodiny dříve vlakem z francouzského města Chambéry. Tam se z Německa dostal podle záznamů bezpečnostních kamer přes Lyon. Dvojčlenná hlídka Amriho vyzvala k předložení dokladů, ten na ni ale po výkřiku zaútočil střelbou z revolveru a jednoho policistu zranil. Při pokusu o útěk ho druhý policista zastřelil. Následně identitu pachatele potvrdil italský ministr vnitra Marco Minniti. Islámský stát odpoledne označil Amriho za strůjce atentátu a zveřejnil video, ve kterém pravděpodobný útočník přísahá věrnost vůdci této teroristické organizace Abú Bakr al-Bagdádímu a vyzývá k dalším útokům v Evropě kvůli odplatě za křižácké bombardování muslimů. Policisté následně prověřovali, jestli měl Amri islamistické kontakty v okolí Milána. Rodina Amriho žádala o vysvětlení a vydání těla.
26. prosince oznámilo tuniské ministerstvo zahraničí, že dva dny před útokem Tunisko souhlasilo s navrácením Amriho do jeho rodné země.

### Hledání možných spolupachatelů
Policie dál pokračovala ve vyšetřování, protože nebylo jisté, že Amri byl sám a neměl komplice. Policie také podle bulváru Bild hodlala vyšetřit úniky policejních informací do médií. Objevily se i informace, že německá policie dostala v září a říjnu od Maroka varování o Amriho chystaném útoku.
Tuniská policie v noci 23. prosince zadržela poblíž města Kairouan v souvislosti s vazbami na pravděpodobného útočníka tři osoby ve věku 18 až 27 let. Skupina byla aktivní v oblasti na jihu Tuniska, z které Amri pocházel. Mezi nimi byl i Amriho synovec, který se podle tuniského ministra vnitra také hlásil k Islámskému státu. Se svým strýcem podle něj mluvil přes šifrovanou chatovací aplikaci Telegram a strýc mu poslal peníze, aby za ním přijel do Německa. Podle synovce patřil jeho strýc ke skupině džihádistů v Německu kolem radikálního kazatele abú Valá, což uváděly i dřívější informace. Španělský ministr vnitra Juan Ignacio Zoido oznámil, že ministerstvo prověřuje jednoho španělského občana a jeho možné spojení s Amrim, které se mělo uskutečnit přes internet.

### Zpráva zvláštního vyšetřovatele události
Ze závěrečné zprávy zvláštního vyšetřovatele vyplynulo, že útoku se dalo zabránit a že policie udělala řadu chyb. Úřadům byl pachatel známý jako nebezpečný radikál. Obchodoval s drogami a měl zfalšované osobní dokumenty, takže ho úřady mohly po zadržení v jižním Německu, které se událo již 30. července 2016, ponechat ve vazbě, což se nestalo.[zdroj⁠?!]

## Reakce

### Domácí
Německý ministr vnitra Thomas de Maizière vyjádřil všem pozůstalým soustrast a nabídl veškerou součinnost spolkové policie. Německý prezident Joachim Gauck v první reakci řekl, že je to zlý večer pro Berlín i Německo, vyjádřil soustrast pozůstalým a poděkoval záchranářům a policistům. Zármutek vyjádřila také německá kancléřka Angela Merkelová, vicekancléř Sigmar Gabriel a ministr zahraničí Frank-Walter Steinmeier. Facebook aktivoval službu Safety Check, která umožňuje uživatelům oznamovat svým přátelům, že jsou v pořádku.
Den po útoku byla Braniborská brána v Berlíně nasvícena německou trikolorou. Němečtí žadatelé o azyl se večer sešli v Berlíně, aby uctili památku obětí. Dva dny po útoku navštívil zraněné v nemocnici německý prezident Joachim Gauck.
Německo po útoku zavedlo bezpečnostní opatření například v dopravě a posílilo ostrahu na nádražích a letištích. Zaměřilo se také na ostrahu v 30kilometrovém pásmu od hranic země. Policie posílila hlídky v ulicích mnoha měst a v řadě velkých měst také před kostely, kam lidé chodili na štědrovečerní mše. Našly se ale i města a státy, které žádné další zvláštní opatření přímo pro Štědrý večer nepřijaly, například Hannover nebo Sasko. Německu podle ministra vnitra Thomase de Maizière hrozilo i nadále nebezpečí.

### Zahraniční
Soustrast ještě večer vyjádřil francouzský prezident François Hollande a francouzský premiér Bernard Cazeneuve a ministr vnitra avizoval zpřísnění bezpečnostních opatření na vánočních trzích v celé zemi. Podle slovenského premiéra Roberta Fica byl čin útokem na kulturní identitu Evropy a ruský prezident Vladimir Putin prohlásil, že tento zločin vůči mírumilovným civilistům je svým surovým cynismem šokující. Americký prezident Barack Obama vyjádřil hlubokou soustrast kancléřce Merkelové a rodinám obětí a zraněným popřál brzké uzdravení. Jeho brzký nástupce Donald Trump k tomu napsal, že civilizovaný svět musí změnit kvůli zhoršujícím se útokům způsob uvažování. Papež František vyzval veřejnost, aby skoncovala s vražedným šílenstvím terorismu.

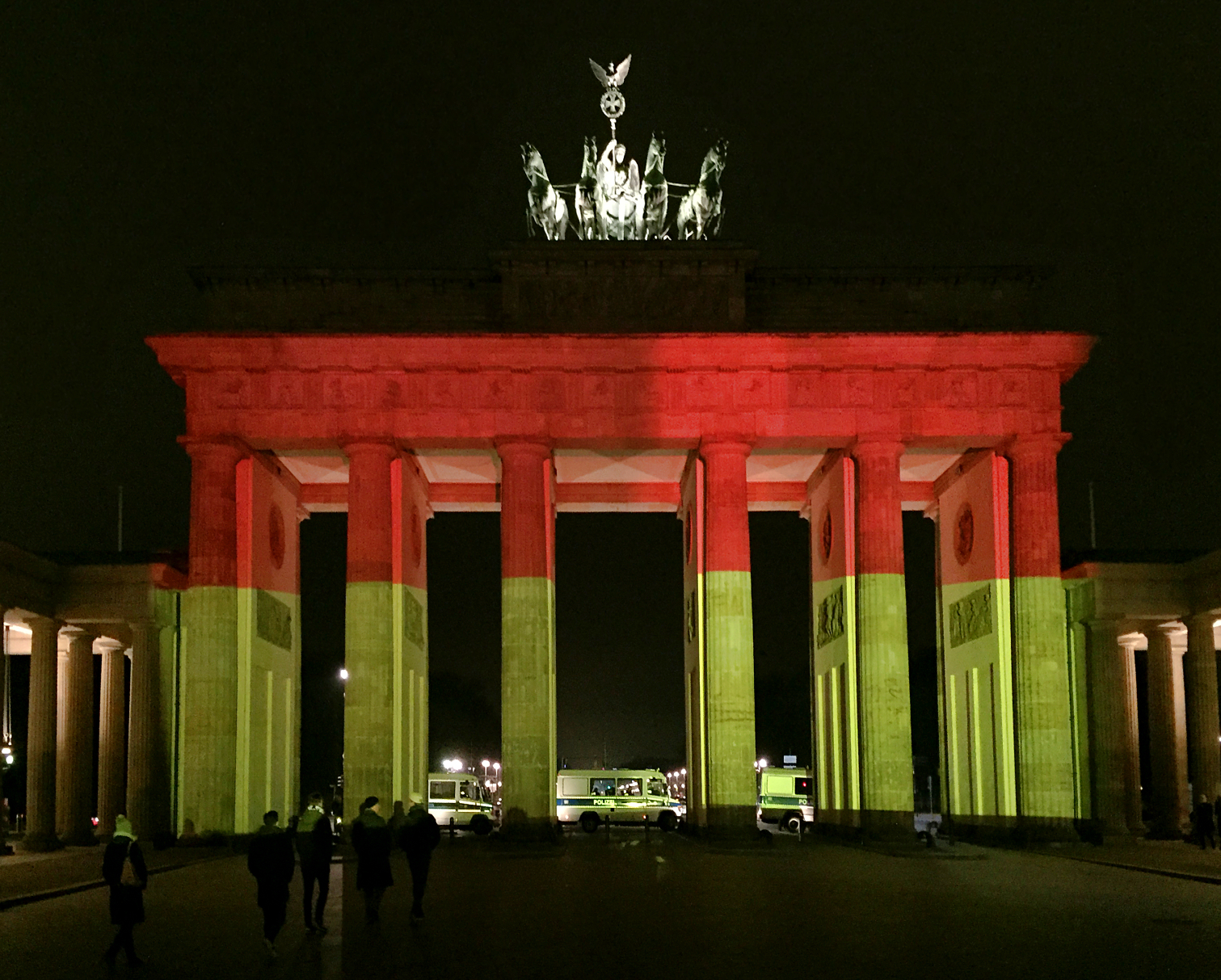
Braniborská brána nasvícena do barev německé trikolóry, 20. prosince 2016

Na základě události byla zpřísněna předvánoční bezpečnostní opatření v některých zemích ve světě, například v Rakousku, v Itálii nebo ve Spojených státech. Některé památky v Evropě byly nasvíceny do barev německé trikolóry na počest obětí.
Francii podle ředitele policie Jean-Marca Falconeho hrozil další teroristický útok a riziko bylo vysoké. 24. prosince tak policie zpřísnila opatření, posílila hlídky v ulicích a hlídala trhy a půlnoční mše.
23. prosince posílily bezpečnost asijské státy v návaznosti na útok v Berlíně a plánované odhalené atentáty v Austrálii a Indonésii. Během telefonického hovoru s německou kancléřkou odsoudil tuniský prezident Al-Bádží Qáid as-Sabsí „zbabělý teroristický čin“ Tunisana. V předešlém prohlášení vyzval k užší spolupráci „proti moru terorismu, který ohrožuje stabilitu a bezpečnost všech zemí“.

### České
Ještě večer vyjádřil soustrast pozůstalým český premiér Bohuslav Sobotka a svolal na druhý den zpravodajskou skupinu s cílem určit další postup v oblasti bezpečnostních opatření. Po dohodě ministra vnitra Milana Chovance s policejním prezidentem Tomášem Tuhým posílila večer policie s okamžitou platností bezpečnostní opatření u míst s vysokou koncentrací osob.
Na druhý den prezident Miloš Zeman kondoloval německému prezidentovi Joachimu Gauckovi a sdělil mu, že zprávu přijal s hlubokým zármutkem a mimořádným rozhořčením. Premiér Bohuslav Sobotka po setkání s ministrem vnitra a policejním prezidentem uvedl, že jakákoli spojitost aktu s Českou republikou se prověřuje, existenci jakýchkoli informací o podobném nebezpečí pro Českou republiku však v danou chvíli vyloučil.
Den po útoku lidé v Česku kladli svíčky a květiny před německé velvyslanectví v Praze a vyjadřovali tak solidaritu. Petřínská rozhledna byla nasvícena v barvách německé trikolory. Dva dny po útoku německá ambasáda vystavila na několik hodin kondolenční knihu, do které se mohl kdokoliv zapsat.

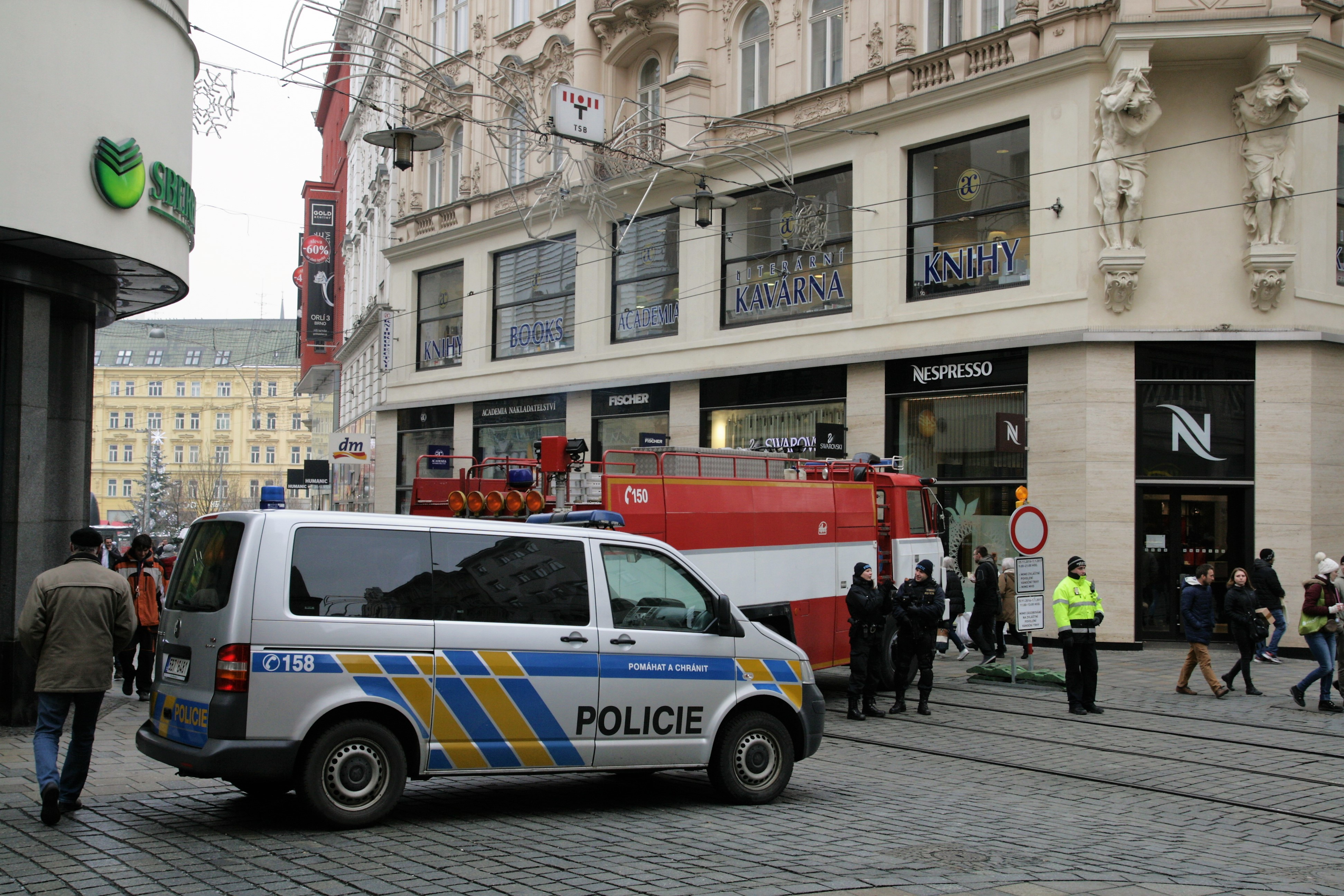
Policejní zátaras v ústí Masarykovy ulice do náměstí Svobody v Brně

Dva dny po útoku bylo uzavřeno pro vozidla náměstí Svobody v Brně, kde se konaly adventní trhy, a byl přerušen provoz speciální vánoční tramvajové linky, která přes náměstí během adventu projížděla. V Uherském Brodě de facto zrušili vánoční trhy, od středy 21. prosince z náměstí kvůli zvýšeným bezpečnostním opatřením vykázali trhovce. Ve větších městech se objevili hlídkující policisté se samopaly, kteří hlídali městská centra, vánoční trhy, obchodní centra nebo nádraží. Policisté věnovali zvýšenou pozornost odloženým věcem, odstaveným autům a podezřelému chování lidí.
Večer 22. prosince německá ambasáda předala české straně informaci o úmrtí Češky. Identifikována byla na základě dotazu jejího manžela, který s ní žil v Berlíně a po atentátu ji začal pohřešovat. Ten kontaktoval konzulární službu české ambasády v Berlíně, která se obrátila na německé ministerstvo zahraničí a to zpočátku její smrt nepotvrdilo. Manžel předal německé policii vzorky DNA, fotografie a identifikační údaje a na základě toho byla jedna z obětí identifikována. Rodinu informoval ještě večer český velvyslanec Tomáš Podivínský a kondoloval jí premiér Bohuslav Sobotka i ministr zahraničí Lubomír Zaorálek.

### Vztah k evropské migrační politice
Prezident Česka ústy svého mluvčího vyjádřil den po útoku politování, „že se potvrdilo jeho dlouho trvající varování před rizikem dalších teroristických útoků na území Evropy“ a pochválil si již dříve zavedená zpřísněná bezpečnostní opatření na Pražském hradě. Vicepremiér Andrej Babiš na Facebooku přičetl vinu za útok německé kancléřce Angele Merkelové a „nekontrolované migraci“. Ve středu 21. prosince Babišův výrok odmítl premiér Bohuslav Sobotka, když uvedl: „Místo výkřiků je spíš potřeba, abychom vyřešili migrační krizi, ochránili bezpečí občanů. Abychom přišli s reálnými koncepty, reálnými řešeními a začali je naplňovat.“
Vlnu kritiky vyvolal Horst Seehofer, šéf bavorské Křesťanskosociální unie, když půl dne po teroristickém činu vyzval ke změně vládní migrační a bezpečnostní politiky v Německu. Kritici napříč politickým spektrem ho obvinili, že využívá útoku k politickému boji, což ale popřel s tím, že změna je nutná. Vyčetli mu také, že nepočkal na závěry vyšetřování. Seehofer tak přilil olej do ohně ve sporu vládních CSU a CDU o vstřícnou migrační politiku kancléřky Merkelové a nejen v Berlíně tak vzniklo silné napětí. V září 2017 přitom budou v Německu klíčové parlamentní volby, v kterých má Merkelová šanci vyhrát. Tu ale mohou nějaké výrazné vnější vlivy narušit.
Jak se objevovaly stále další informace o minulosti podezřelého Tunisana Amriho, přibývalo kritiky na adresu bezpečnostních složek převážně z řad vládních konzervativců CDU/CSU. Cílem kritiky byl postup úřadů ve věci sledování islamistů nebo např. neefektivní výměna informací mezi spolkovými zeměmi.
Předseda Evropské komise Jean-Claude Juncker 24. prosince 2016 prohlásil, že si nepřeje změny v přístupu k uprchlíkům a že se uprchlíci nesmějí paušálně podezírat z terorismu. Obranou vůči terorismu má být podle něho větší spolupráce členských zemí Evropské unie. Nejlepšími zbraněmi proti teroru jsou podle něho evropské hodnoty a soužití ve svobodě, ve společenství a v otevřenosti.

### Výročí 2017
U příležitosti ročního výročí tragické události se v Berlíně konaly smuteční slavnosti a na náměstí Breitscheidplatz byl odhalen pomník jejím obětem – na schodech vedoucích k Pamětnímu kostelu císaře Viléma byla vyznačena jména obětí a napříč památníkem vytvořena dlouhá trhlina symbolizující zásah do životů i společnosti. Oficiálního obřadu dne 19. prosince 2017 se zúčastnila kancléřka Angela Merkelová, spolkový prezident Frank-Walter Steinmeier a starosta Berlína Michael Müller. Steinmeier také slíbil pomoc obětem útoku a jejich rodinám.
V prosinci 2017 se kancléřka Angela Merkelová osobně setkala s pozůstalými obětí a zraněnými oběťmi útoku ve svém úřadě poté, co od nich obdržela otevřený dopis. Předtím byla kancléřka ze strany některých médií či veřejnosti kritizována za to, že bezprostředně po útoku ani v následujících obdobích osobně ani písemně obětem nekondolovala. Příbuzní obětí kritizovali činnost úřadů před útokem i po něm. Kritika směřovala i na výši finančního odškodnění obětí a jejich rodin.[zdroj⁠?!]